# 帕马 (奥地利)
帕马（德語：Pama）是奥地利布尔根兰州滨湖新锡德尔县的一个市镇。总面积26.4平方公里，总人口1204人，人口密度46人/平方公里（2018年）。